# Résidence Sainte-Marthe
Ne doit pas être confondu avec Maison Sainte-Marthe.
La résidence Sainte-Marthe (du latin Domus Sanctæ Marthæ) est un bâtiment achevé en 1996, situé à proximité de la basilique Saint-Pierre au sein de la cité du Vatican. Il a été construit durant le pontificat de Jean-Paul II et fait fonction de résidence hôtelière pour les visiteurs du Saint-Siège. Il est aussi la résidence du Collège des cardinaux lorsque celui-ci est réuni en conclave. Depuis son élection en 2013 et jusqu’à son décès en 2025, la résidence Sainte-Marthe a été le lieu de résidence du pape François.

## Description et organisation
La résidence se situe sur la place Sainte-Marthe, au sud de la basilique Saint-Pierre, le long du mur d'enceinte et près d'une petite porte d'accès routier ouvrant sur la via della Stazione Vaticana. Elle se compose de deux bâtiments parallèles de cinq étages. Elle est pourvue de 129 chambres, dont 109 sont des suites (constituées d'une chambre et d'un bureau). Celles-ci sont confortables mais sans luxe particulier,. Les troisième et quatrième étages disposent de quatre petites chapelles avec autel et prie-Dieu. Au rez-de-chaussée se trouvent une chapelle à la décoration ultramoderne,, des bureaux, un espace de restauration, la réception et une grande salle de conférence. La décoration est sobre et austère.
La résidence Saint-Marthe, immeuble massif constitué de béton, est édifiée de manière à ne pas fermer la vue depuis la basilique Saint-Pierre.
Elle est administrée par l'une des congrégations les plus nombreuses avec 22 000 représentants dans le monde, les Filles de la charité de saint Vincent de Paul, à travers une fondation. Elle est destinée, en temps normal, à accueillir les invités du Saint-Siège et les visiteurs de la Curie romaine. Lors de certains consistoires, des repas y sont parfois donnés à l'invitation du pape.
En période de conclave, le bâtiment est réservé exclusivement aux membres du Collège cardinalice ou aux résidents réguliers du Vatican expressément autorisés à y participer,, selon le paragraphe 46 de la constitution apostolique qui régit les modalités d'élection du souverain pontife : le secrétaire du Collège ; le maître des célébrations liturgiques pontificales avec deux cérémoniaires et deux religieux chargés de la sacristie pontificale ; un ecclésiastique choisi par le doyen du Collège comme assistant ; des membres du clergé chargés des confessions en diverses langues ainsi que deux médecins, l'ensemble de ces personnes devant avoir obtenu l'agrément du camerlingue et des trois cardinaux assistants. Les logements sont distribués au hasard, sans aucune prérogative liée à l'âge, au rang ou à la fonction, sauf nécessité médicale. Pendant la durée du scrutin, la résidence est coupée de toute communication avec l'extérieur, sous quelque forme que ce soit. Les communications des téléphones portables sont brouillées, d'éventuels dispositifs de micros-espions sont traqués ; la violation du secret et des règles d'isolement est passible d'excommunication latae sententiae (immédiate), pour les cardinaux comme pour les personnes qui pourraient les approcher. Les transferts, en autobus ou à pied, depuis la résidence vers la chapelle Sixtine, où se déroule le vote, sont placés sous haute surveillance, sous la responsabilité du camerlingue.

## Histoire
À l'emplacement de la place Sainte-Marthe se dresse à l'origine une petite église dédiée à sainte Marthe, érigée en 1537 par le pape Paul III, sur le site du monastère Saint-Étienne-Majeur, ce dernier ayant été créé au Moyen Âge par le pape Étienne II. En même temps est construit un hôpital réservé aux domestiques de la Maison du pape. L'église est détruite en 1929, à la suite des accords du Latran, mais l'on conserve l'hospice du même nom.
Un projet d'aménagement du quartier du square Sainte-Marthe, à proximité de la porte Perugino, est approuvé par le pape Jean-Paul II le 14 mars 1991 et, malgré quelques protestations, par l'UNESCO, le 14 octobre 1992. Il vise à remplacer les vétustes bâtiments édifiés sous le pontificat de Pie IX, au XIXe siècle et, en particulier, l'hospice Sainte-Marthe, recréé sur l'ancien emplacement par son successeur, Léon XIII, lors de l'épidémie de choléra de 1891 affectant plusieurs villes italiennes.
Durant la Seconde Guerre mondiale, l'hospice Sainte-Marthe accueille les diplomates jusqu'alors en poste à Rome, contraints au départ à la suite de la rupture des relations diplomatiques de leur pays avec l'Italie. C'est le cas de l'ambassadeur de France près le Saint-Siège, le comte Wladimir d'Ormesson, contraint de passer cinq mois à Sainte-Marthe.
Jusqu'au conclave d'août 1978, qui vise à désigner le successeur de Paul VI, les cardinaux électeurs sont enfermés dans la chapelle Sixtine et, dans un contexte issu du passé, ils sont logés, à chaque mort de pape, dans le palais apostolique et ses dépendances, aménagés à la hâte par le personnel du Vatican, sur des lits de camps parfois posés au milieu des couloirs ou dans les bureaux,. Jean-Paul II, qui a participé à deux conclaves, modifie ainsi les règles en vigueur depuis le conclave de Viterbe (1271) qui obligeait un huis clos absolu durant le scrutin pontifical. La constitution apostolique Universi Dominici Gregis, promulguée le 22 février 1996, détermine les conditions d'attribution d'un « logement convenable » pour chaque cardinal et limite la notion de secret absolu, qui prévaut jusqu'alors, à la seule communication autour du scrutin et de son déroulement.
Le bâtiment est achevé en 1996, pour un coût total de vingt millions de dollars. L'architecte américain Louis D. Astorino propose, pour la résidence, un projet qui n'est pas retenu, mais il supervise cependant sa réalisation et crée la chapelle du Saint-Esprit, située au rez-de-chaussée.

## Conclave de 2005
Lors du conclave de 2005 devant désigner un successeur au pape Jean-Paul II, le cardinal Joseph Ratzinger, avant d'être élu, loge dans une simple chambre de la résidence Sainte-Marthe, malgré sa charge de doyen du Collège. Les logements sont attribués aux cardinaux le 14 avril 2005, soit le 12e jour de Sede vacante et quatre jours avant l'ouverture du conclave. La nuit suivant son élection, Benoît XVI décide de rester dans la résidence, mais il lui est proposé la suite patriarcale ; il y loge toute la durée de la réfection de l'appartement papal, fermé et placé sous scellés à la mort de Jean-Paul II,. Depuis Jean XXIII, le pape élu dîne avec ses électeurs le soir de sa désignation, Benoît XVI poursuit cette tradition dans la salle de restaurant de la résidence.

## Conclave de 2013
Les progrès technologiques en matière de communication, avec l'arrivée des réseaux sociaux et le développement des SMS, ont modifié les exigences de contrôle afin de garantir le secret absolu durant le conclave de mars 2013 : sous la responsabilité du camerlingue Tarcisio Bertone assisté de trois cardinaux, la résidence est passée au peigne fin pour détecter d'éventuels moyens d'enregistrements cachés et des systèmes de brouillage sont mis en place. Dans son motu proprio Normas Nonnullas, Benoît XVI a d'ailleurs renforcé la notion de secret que les cardinaux doivent respecter sous serment, l'excommunication immédiate pouvant être prononcée en cas de manquement.

## Résidence du pape François

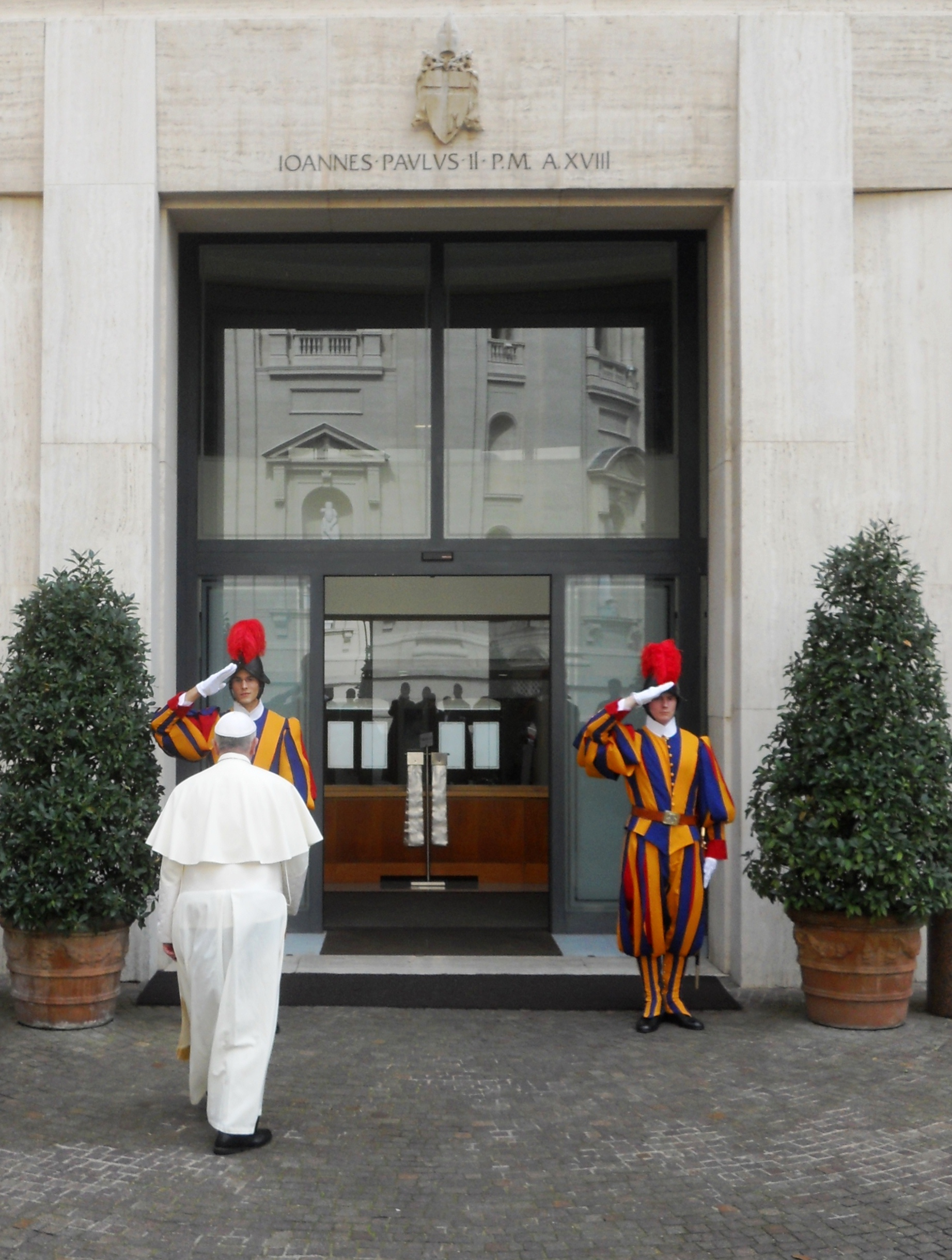
Le pape François entrant dans la résidence Sainte-Marthe.

Après son élection, le 13 mars 2013, le pape François, s'y sentant plus à l'aise, décide de rester « jusqu'à nouvel ordre » dans cette résidence où il se sent moins seul, parmi les autres membres du clergé que dans les appartements pontificaux qui lui sont réservés au troisième étage du palais apostolique,.
Laissant la chambre 207 que le tirage au sort lui avait attribuée à la veille du conclave, il occupe la suite 201, la plus spacieuse, qui comprend trois pièces : un bureau, un salon et une chambre,,. À proximité se trouvent une chapelle, un bureau pour son secrétariat, une salle à manger, une cuisine et des chambres pour les deux secrétaires. Il continue de prendre ses repas au réfectoire de la résidence. Il s'y sent moins seul « Il y a toujours assez de monde pour discuter autour de [lui]… ».
François y décède au matin du 21 avril 2025, à l’âge de 88 ans et après 12 ans, 1 mois et 8 jours de pontificat.